# 大柿友哉
大柿友哉（おおがき ゆうや、1988年 - ）は、日本の俳優。群馬県出身。現在は株式会社エコーズ所属。

## 人物
舞台経験豊富で、ままごと「わが星」や木ノ下歌舞伎「勧進帳」「黒塚」などの話題作にも出演する。

## 出演

### 舞台
- 木ノ下歌舞伎「勧進帳」パリ公演 （演出 杉原邦生 / 補綴 木ノ下裕一）
- 三人寄っても一人芝居「グールドと20の質問」（作 宮野つくり / 演出 今井夢子）
- 三人寄っても一人芝居「注文の多い宮沢賢治」（作 モスクワカヌ  / 演出 古川貴義）
- 木ノ下歌舞伎「勧進帳」 （演出 杉原邦生 / 補綴 木ノ下裕一）
- 銭湯ぐらし×なかないで、毒きのこちゃん「ゆ」（作/演出 鳥皮ささみ）
- ２０歳の国「サマデーナイトフィーバー」（作/演出 竜史）
- ろりえ リブートvol.1 「逮捕（仮）」（作/演出 奥山雄太）
- 一人芝居ミュージカル短編集vol.2 「グールドと20の質問」（作 宮野つくり / 演出  薛 珠麗）
- 害獣芝居「瓶詰地獄」（作 夢野久作 / 演出 浅沼ゆりあ）
- AnK「ジャーニー」（作/演出 山内晶）
- 冗談だからね。「飛ばない教室  または、わたしのいないその場所」（作/演出 前川麻子）
- 木ノ下歌舞伎「勧進帳」（演出 杉原邦生 / 補綴 木ノ下裕一）

- パラドックス定数「深海大戦争」（作/演出 野木萌葱）
- 木ノ下歌舞伎「黒塚」パリ公演  （演出 杉原邦生 / 補綴 木ノ下裕一）
- 歌舞伎女子大学「妹背山婦女庭訓に関する考察」（作/演出 山内晶）
- ままごと「わが星」（作/演出 柴幸男）
- 音楽劇「ファンファーレ」（作/演出  柴幸男  三浦康嗣 白神ももこ）
- 劇団競泳水着「すべての夜は朝へと向かう」（作/演出 上野友之）
- パラドックス定数「HIDE AND SEEK」（作/演出 野木萌葱）
- 範宙遊泳「労働です」（作/演出 山本卓卓）
- ロロ「旅、旅旅」（作/演出 三浦直之）
- パラドックス定数「元気で行こう絶望するな、では失敬。」（作/演出 野木萌葱）
- 青年団リンクままごと「わが星」（作/演出 柴幸男）
- キレなかった❤︎14才リターンズ「少年B」（作/演出 柴幸男）
- 害獣芝居「火學お七」（作 岸田理生 / 演出 浅沼ゆりあ）

### CM
- 小田急電鉄 　世界に一つの日々と　1人の寄り道篇
- NHK昔話法廷「さるかに合戦」カニ役（操演）
- NHK昔話法廷「ヘンゼルとグレーテル」白い鳥役（操演）

### MV
- 口ロロ「聖者の行進」MV

### 音楽
- 口ロロ  album「マンパワー」スカイツリー合唱団として参加